# Lee Sung-Jin
Lee Sung-Jin (en coreano: 이성진; 7de marzo de 1985) es una deportista surcoreana que compitió en tiro con arco, en la modalidad de arco recurvo.
Participó en dos Juegos Olímpicos de Verano en los años 2004 y 2012, obteniendo tres medallas, oro y plata en Atenas 2004 y oro en Londres 2012. Ganó dos medallas de oro en el Campeonato Mundial de Tiro con Arco al Aire Libre de 2005.

## Palmarés internacional
| Juegos Olímpicos                 | Juegos Olímpicos      | Juegos Olímpicos | Juegos Olímpicos |
| Año                              | Lugar                 | Medalla          | Prueba           |
| -------------------------------- | --------------------- | ---------------- | ---------------- |
| 2004                             | Atenas (Grecia)       | Medalla de oro   | Equipo           |
| 2004                             | Atenas (Grecia)       | Medalla de plata | Individual       |
| 2012                             | Londres (Reino Unido) | Medalla de oro   | Equipo           |
| Campeonato Mundial al Aire Libre |                       |                  |                  |
| Año                              | Lugar                 | Medalla          | Prueba           |
| 2005                             | Madrid (España)       | Medalla de oro   | Individual       |
| 2005                             | Madrid (España)       | Medalla de oro   | Equipo           |